# ازهل
سرجان ایپکچی‌اوغلو (۱ ژوئیهٔ ۱۹۹۱)، که بیشتر با نام هنری اِزهِل شناخته می‌شود، خواننده و رپر اهل ترکیه است. موسیقی او ترکیبی ترپ، هیپ هاپ و رگی است. ترانهٔ «آیا» او بیش از ۸۰ میلیون بار در اسپاتیفای شنیده شده‌است. هیپ هاپ لایف به او لقب «پادشاه فری‌استایل» را داده‌است.

## زندگی و حرفه
ازهل در یک خانوادهٔ موسیقی‌دان زاده شد. مادرش یک رقصندهٔ محلی در آناتولی، و عمویش نوازنده و مهندس صدا و نور بود. او یک به کسب بورسیهٔ تحصیلی، برای تحصیل به مدرسهٔ TED رفت و برای فعالیت موسیقایی خود از رپرهای آمریکایی مانند امینم، فیفتی سنت و توپاک شکور الهام گرفت.
او در ۱۸ سالگی اجراهای خود با یک گروه رگی به نام افرا تفرا را آغاز کرد. پس از جدا شدن اعضای این گروه از یکدیگر، او گروه رگی خود به نام کوکلر فیلیزلنیور را به‌همراه تعدادی از دوستانش از آنکارا تشکیل داد. او تا سال ۲۰۱۷ با نام آیس ازهل به اجرا می‌پرداخت.
ازهل همچنین قادر به نواختن سازهای باغلاما و گیتار است و با گروه کوکلر فیلیزلنیور به خوانندگی در ژانر رگی مشغول است. نخستین آلبوم او با نام مبتذل در سال ۲۰۱۷ منتشر شد.
ازهل در ۲۴ مهٔ ۲۰۱۸ دستگیر و به اتهام «تحریک به مصرف مواد مخدر» در آهنگ‌های خود موقتاً بازداشت شد. در ۱۹ ژوئن همان سال، ازهل ظرف ۹ دقیقه پس از آغاز اولین جلسهٔ محاکمهٔ خود تبرئه شد. فؤاد اکین، وکیل ازهل، اظهار داشت که «ما حکم تبرئه گرفتیم. طبق گزارش انجمن مطالعات رسانه و حقوق (MLSA) می‌توان گفت که عدالت رعایت شده‌است».
در مهٔ ۲۰۱۹، نیویورک تایمز ازهل را به عنوان یکی از هنرمندان سبک پاپ اروپایی که همه باید بشناسند، معرفی کرد.

## ترانه‌شناسی

### آلبوم‌های استودیویی
- مبتذل (۲۰۱۷)
- چراغ‌خاموش (به‌همراه یوفو۳۶۱) (۲۰۱۹)
- ساخت ترکیه (به‌همراه مردا) (۲۰۲۰)

## جوایز و افتخارات
| سال  | جایزه                                | رده                               | نامزد     | نتیجه    |
| ---- | ------------------------------------ | --------------------------------- | --------- | -------- |
| ۲۰۱۱ | پادشاه فری‌استایل ۲ هیپ‌هاپ‌لایف        | پادشاه دوم                        | آیس ازهل  | برنده    |
| ۲۰۱۸ | پانزدهمین جوایز موسیقی رادیو بوازیچی | بهترین هنرمند موسیقی رپ / هیپ هاپ | ازهل      | برنده    |
| ۲۰۱۸ | جوایز پروانه طلایی                   | بهترین اثر نخست یک هنرمند         | ازهل      | برنده    |
| ۲۰۱۸ | جوایز پروانه طلایی                   | ترانهٔ سال                         | «گسلر»    | نامزدشده |
| ۲۰۲۰ | هفدهمین جوایز موسیقی رادیو بوازیچی   | بهترین دونفره                     | «آیا»     | برنده    |
| ۲۰۲۰ | هفدهمین جوایز موسیقی رادیو بوازیچی   | بهترین آلبوم                      | چراغ‌خاموش | برنده    |
| ۲۰۲۰ | هفدهمین جوایز موسیقی رادیو بوازیچی   | بهترین هنرمند رپ / هیپ هاپ        | ازهل      | برنده    |